# Ugo Liberatore
Ugo Liberatore est un réalisateur italien de cinéma, né à San Valentino in Abruzzo Citeriore le 26 septembre 1927 et mort le 21 janvier 2012 à Pescara.

## Biographie
Ugo Liberatore débute dans le monde du cinéma comme scénariste avant de devenir réalisateur.

## Filmographie

### Comme scénariste
- 1961 : La Guerre de Troie (La guerra di Troia) de Giorgio Ferroni
- 1967 : Les Cruels (I crudeli) de Sergio Corbucci
- 1968 : Une minute pour prier, une seconde pour mourir (Un minuto per pregare, un instante per morire) de Franco Giraldi
- 1979 : Senza buccia de Marcello Aliprandi

### Comme réalisateur
- 1968 : Le Sexe des anges (Il sesso degli angeli)
- 1968 : Bora Bora
- 1969 : Lovemaker - L'uomo per fare l'amore (it)
- 1970 : Alba pagana
- 1970 : Incontro d'amore a Bali
- 1974 : Rivages sanglants (Noa Noa)
- 1978 : Nero veneziano

## Crédit d'auteurs
- (it) Cet article est partiellement ou en totalité issu de l’article de Wikipédia en italien intitulé « Ugo Liberatore » (voir la liste des auteurs).